# Burhi Gandak
Burhi Gandak (hindsky बूढ़ी गण्डक, anglicky Burhi Gandak River) je řeka ve státě Bihár v Indii a v Nepálu. Je 500 km dlouhá. Na horním toku je známá pod jménem Sikrahana.

## Průběh toku
Pramení na hřbetu Mahábhárat v Himálaji. Poté, co opustí hory, teče v širokém říčním údolí Ganžskou nížinou. Má členité a rozvětvené koryto. Řeka teče ve starém korytě řeky Gandak rovnoběžně východně s ní, což se odráží i v jejím jméně (burhi znamená stará). Je levým přítokem Gangy.

### Přítoky
Její nejvodnější přítok je řeka Baghmati.

## Vodní režim
Řeka má vysokou vodnost v období letních monzunových dešťů.

## Využití
Využívá se na zavlažování.